# La Cascada, Huitiupán
La Cascada är en ort i Mexiko.   Den ligger i kommunen Huitiupán och delstaten Chiapas, i den sydöstra delen av landet, 700 km öster om huvudstaden Mexico City. La Cascada ligger 619 meter över havet och antalet invånare är 181.
Terrängen runt La Cascada är bergig åt nordväst, men åt sydost är den kuperad. Runt La Cascada är det ganska tätbefolkat, med 70 invånare per kvadratkilometer. Närmaste större samhälle är Simojovel de Allende, 16,4 km söder om La Cascada. I omgivningarna runt La Cascada växer i huvudsak städsegrön lövskog.